# هیکی یوشیکازو
هیکی یوشیکازو (به ژاپنی: 比企 能員 Hiki Yoshikazu); ۱ ژانویهٔ ۱۲۰۰ – ۸ اکتبر ۱۲۰۳) سامورایی در دوره کاماکورا رهبر خاندان هیکی اهل ژاپن بود. دختر وی واکاسا نو تسوبونه همسر دومین شوگون از شوگون‌سالاری کاماکورا، میناموتو نو یوری‌ایه و مادر میناموتو نو ایچیمان بود. پسر او هیکی سابورو نام داشت.
هیکی یوشیکازو که اصالتاً از ولایت موساشی بود، به دلیل پذیرفتن و پناه دادن به دایه دوره کودکی میناموتو نو یوریتومو به نام هیکی نو آما،  به شهرت رسید. از آنجایی که هیکی نو آما و شوهرش پسری نداشت، رهبر خاندان هیکی، برادرزاده خود هیکی یوشیکازو را به عنوان وارث پذیرفت. حضور او و ارتباطش با یوشیکازو تا حد زیادی عامل این واقعیت شد که یوشیکازو بعداً دایه  میناموتو نو یوری‌ایه، پسر ارشد یوریتومو شد و قدرت را به دست گرفت. علاوه بر این، دختران دوم و سوم  یوشیکازو نیز دایه یوری‌ایه شدند.
در 16 ژوئن 1186 و 9 سپتامبر 1187، یوریتومو و ماساکو هوجو از عمارت راهبه دیدن کردند و ضیافتی برای لذت بردن از نسیم خنک و تماشای گل های داودی برگزار کردند. حرکات بعدی راهبه و سال مرگ او مشخص نیست، اما در یوشیمی کیزو، زمانی که داماد نوه اش، میناموتو نو نوریوری، به دلیل شورش کشته شد، او از یوریتومو درخواست کرد تا جان نوه اش را نجات دهد. و دو تن از پسران نوریوری کشیش شدند.
دختر هیکی با میناموتو نو یوری‌ایه، دومین شوگون شوگون‌سالاری کاماکورا ازدواج کرد. یوری‌ایه که به شدت بیمار بود، به برادر کوچکترش میناموتو نو سانه‌تومو و پسر کوچکش میناموتو نو ایچیمان (نوه هیکی) پیشنهاد داد تا جانشین او شود. این دو قدرت را تقسیم کردند و بخش‌های جداگانه ای از کشور را اداره می‌کردند. طبیعی به نظر می‌رسید که هیکی در آن صورت نایب السلطنه میناموتو نو ایچیمان کودک باشد، حتی اگر غیررسمی باشد؛ بنابراین او به یوری‌ایه، که اندکی بعد توسط یک جناح جداگانه (خاندان هوجو) ترور شد، پیشنهاد کرد که ترتیبی بدهند که برادر کوچکترش میناموتو نو سانه‌تومو کشته شود. هوجو ماساکو، مادر یوری‌ایه و همسر اولین شوگون یوریتومو، از این گفتگو اطلاع پیداکرد.
اگرچه ماساکو ممکن است به دنبال این بوده که هیکی را به‌طور رسمی به خیانت متهم و اعدام کند، خاندان هوجو، تحت رهبری هوجو توکیماسا، پیش از دیگران به سراغ او رفتند. در نقشه‌های خود برای تسلط بر سلطنت و کنترل شوگون سالاری به عنوان یک دولت دست نشانده تحت خاندان خود، جنگجویان هوجو هیکی یوشیکازو را ترور کردند و سپس به عمارت میناموتو نو ایچیمان (نوه هیکی) جوان حمله کردند و عمارت را به آتش کشیدند. خاندان هوجو در طی این حمله، پسر شوگون دوم، میناموتو نو ایچیمان (نوه هیکی) و تعداد زیادی از اعضای خانواده گسترده هیکی را کشتند.

## حادثه هیکی یوشیکازو
در سال ۱۲۰۳، یوری‌ایه در ماه اوت به شدت بیمار و بستری شد. به گزارش آزوما کاگامی، در ۲۷ اوت، هوجو توکیماسا تصمیم گرفت که دارایی یوری‌ایه را بین میناموتو نو ایچیمان (نوه هیکی) و برادر کوچکتر یوری، میناموتو نو سانه‌تومو، تقسیم کند و به ایچیمان مقام رهبری سرزمینی ۲۸ ولایت در منطقه کانتو و سمت قیم عمومی ژاپن، را بدهد و ۳۸ در منطقه کانسای، تصمیم گرفته شد که به سانه‌تومو سمت رئیس سرزمین گاکونی را به ارث ببرد. هیکی یوشیکازو که از این موضوع ناراضی بود، و تحت تأثیر نظر دامادش یوری‌ایه که عقیده داشت هوجو توکیماسا برای حمایت از سانه‌تومو در حال طرح و نقشه کشیدن است و به یوشیکازو دستور داد تا توکیماسا را از بین ببرد. با این حال، ماساکو، که این جلسه مخفیانه را در حالی که در جایی از اتاق پنهان شده بود، شنیده بود، او به توکیماسا اطلاع داد و توکیماسا ابتکار عمل را به دست گرفت. در ۲ سپتامبر، یوشیکازو به خانه توکیماسا، اقامتگاه ناگوشی احضار شد تا در مورد مسائل بودایی صحبت کند. یوشیکازو بدون اینکه بداند ملاقات مخفیانه او فاش شده است، از اعضای خانواده که دائماً در تلاش برای جلوگیری از رفتن او و مسلح کردن او بودند، روی می‌گرداند و می‌گوید: «اگر خودم را مسلح کنم، آنها من را مسخره می‌کنند». و به سمت توکیماسا عمارت توکیماسا با لباس غیرنظامی می‌رود. هنگامی که او از دروازه وارد عمارت می‌شد، آمانو توکاگه، نیتا تاداتسونه و سایر نیروهای توکیماسا که مسلح در انتظار او بودند، هر دو بازوی او را گرفتند و با ضربات چاقو به قتل رساندند.
هنگامی که خاندان هیکی خبر ترور او را دریافت کردند، خود را در عمارت ایچیمان، کوگوشو، رساندند و در آنجا سنگر گرفتند و از خود دفاع کردند، اما هنگامی که توسط ارتش بزرگی مورد حمله قرار گرفتند و در گوشه ای در حال محاصره قرار گرفتند، عمارت را به آتش کشیدند و در حالی که ایچیمان را احاطه کرده بودند، همگی خودکشی کردند. ایچیمان نیز در آتش سوخت و دایه او تکه ای از کوسوده (لباس) او را در خرابه‌های سوخته پیدا کرد. پسر بزرگ یوشیکازو، هیکی یوایچی هیوئه نو جوja:比企余一兵衛尉، سعی کرد با لباس مبدل یک زن فرار کند، اما در کنار جاده دستگیر شد و سرش را بریدند. تمام بستگان باقی مانده خاندان هیکی نیز کشته شدند.
به گفته گوکانشو، ثبتی از وقایع نوشته شده در کیوتو، یوری‌ایه در حین اقامت در عمارت اوئه نو هیروموتو به شدت بیمار شد، بنابراین تصمیم گرفت راهب شود و همه چیز را به پسرش ایچیمان بسپارد. توکیماسا می‌ترسید که یوشیکازو که از ایچیمان حمایت می‌کرد بر جهان تسلط یابد، بنابراین یوشیکازو را احضار کرد و او را کشت و ارتش خود را برای کشتن فرزند نوه خود ایچیمان فرستاد. ایچیمان به سختی فرار کرد، اما بقیه اعضای خانواده اش همه کشته شدند. بعداً، در ماه نوامبر، ایچیمان نیز توسط پیروان هوجو یوشیتوکی دستگیر شد، با ضربات چاقو کشته شد و دفن شد.
آزوما کاگامی کتابی است که بعداً توسط خاندان هوجو گردآوری شده که خاندان هیکی را نابود کرد. طبق دفتر خاطرات یکی از اشراف در آن زمان، یک پیام‌آور از کاماکورا در اوایل روز هفتم رسید و گفت که یوری‌ایه در روز ۱ سپتامبر در اثر بیماری درگذشت، اگرچه
یوری‌ایه هنوز زنده بود. تصور می‌شود که یوری‌ایه در زمان خروج پیام‌رسان در وضعیت بحرانی بوده و تصمیم به کشتن یوشیکازو گرفته شده است. بر اساس سوابق «آزوما کاگامی»، ناکانو یوشیناری، یکی از ملازمان ولایت شینانو که قلمرو وی به عنوان دست نشانده نزدیک یوری‌ایه مصادره شده بود و به عنوان یک دست نشانده دور به حساب می‌آمد، نامه ای به تاریخ دو روز پس از سقوط خاندان هیکی نوشت. یوشیناری رابطه عمیقی با پسر توکیماسا، هوجو توکیفوسا داشت. بین «گوکانشو»، دفتر خاطرات اشراف پایتخت، و سایر اسناد باقیمانده، و «آزوما کاگامی» اختلافاتی وجود دارد و یک سند تاریخی به نام «شوجیمونشو» توضیح می‌دهد که چگونه نوشی به تنهایی از اقامتگاه ناگوشی و در لباس غیرنظامی بازدید کرده است. عجیب به نظر می‌رسد که یک مقام که قصد داشت خاندان هوجو را تحت سلطه خود درآورد، بدون محافظ از اقامتگاه توکیماسا، که قرار بود دشمن او باشد، بازدید می‌کرد.
مورخان معتقدند که شورش خاندان هیکی یک موضوع ساختگی توسط خاندان هوجو بوده است.
قبر خاندان هیکی در معبد میوهون-جی در شهر کاماکورا قرار دارد که در محل عمارت یوشیکازو هیکی ساخته شده است.